# Brachythecium coreanum
Brachythecium coreanum är en bladmossart som beskrevs av Jules Cardot 1911. Brachythecium coreanum ingår i släktet gräsmossor, och familjen Brachytheciaceae. Inga underarter finns listade i Catalogue of Life.